# 鼓部
鼓部（）は、漢字を部首により分類したグループの一つ。
康熙字典214部首では207番目に置かれる（13画の3番目、亥集の21番目）。

## 概要
鼓部には「鼓」を筆画の一部として持つ漢字を分類している。
単独の「鼓」字は、皮革で外郭を覆った打楽器の一種を意味する。また動詞として鼓を打つこと、ひいては広く打楽器を打つことを意味する。古代中国の都市では鐘と鼓によって人々に時刻を知らせており、明清時代、「晨鐘暮鼓」といい、城池の東に鐘楼、西に鼓楼を設け、毎日、寅時と戌時に鐘を鳴らし、戌時から2時間ごとに鼓を打った。このため「一鼓・二鼓…」というように「鼓」時で夜の時間を表した。その他、振動させること、奮い立たせること、突出するさまなどを意味する。
字源としては、「鼓」字は太鼓を叩くさまを象った文字で、左部は鼓の形を象り（上部の飾り、下部の鼓本体とそれを支えるスタンドから成る）、右部は枹を持った手を象る。
「鼓」は意符としては鼓に関する文字に含まれるが、鼓部に所属する漢字は、日常の範囲内では「鼓」自身のみといってよく、JIS第2水準漢字までの範囲では他に「鼕」があるのみで、JIS補助漢字を含めても9字にすぎない。ただ、Unicodeに収録されている日常ではまず用いられない漢字まで考えれば数十の漢字が収められている。

## 字体のデザイン差
香港の常用字字形表においては他地域で「士」となっている部分を「土」とする。

## 部首の通称
- 日本：つづみ
- 韓国：북고부（buk go bu、太鼓の鼓部）
- 英米：Radical drum

## 部首字
鼓
- 中古音
  - 広韻 - 公戸切、姥韻、上声
  - 詩韻 - 麌韻、上声
  - 三十六字母 - 見母
- 現代音
  - 普通話 - ピンイン：gǔ 注音：ㄍㄨˇ ウェード式：ku3
  - 広東語 - Jyutping:gu2 イェール式:gu2
- 日本語 - 音：コ（漢音）・ク（呉音） 訓：つづみ
- 朝鮮語 - 音：고(go) 訓：북（buk、太鼓）

甲骨文
金文
大篆

## 例字
- 鼓
  - 5:鼕